# Amsterdamsche Wisselbank

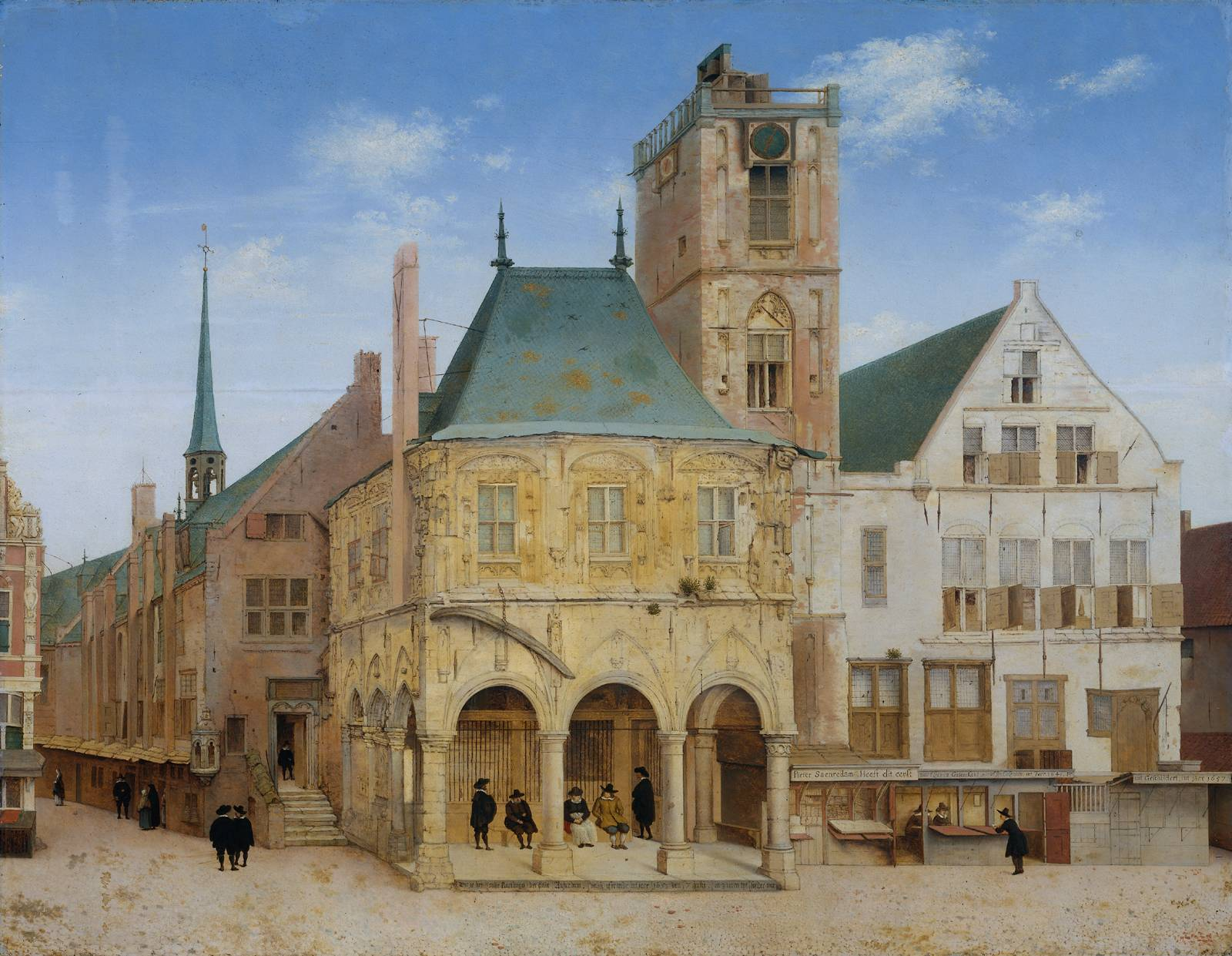
Het Oude Stadhuis van Amsterdam, waarin in 1609 de Wisselbank gevestigd werd. Pieter Janszoon Saenredam, 1657.

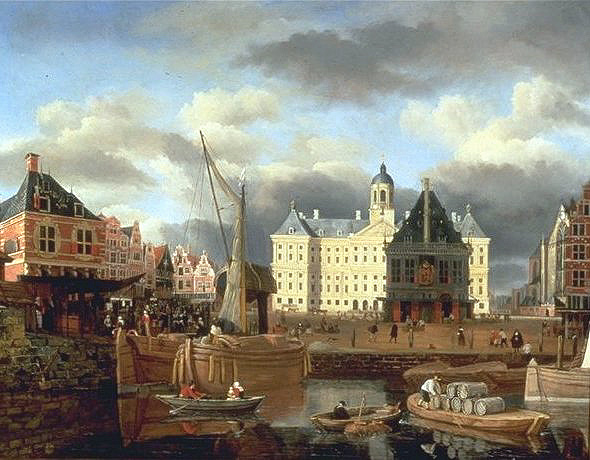
Het nieuwe stadhuis op de Dam in 1668 door Jan van Kessel.

De Amsterdamsche Wisselbank was een in 1609 op initiatief van Dirck van Os opgerichte wisselbank. Met de oprichting, bedoeld om alle kassiers en wisselaars door een kassiers- en wisselkantoor te vervangen, werd een poging gedaan om aan de chaotische toestand in het muntwezen een einde te maken. In Middelburg werd in 1615 de tweede wisselbank opgericht. De Rotterdamse Wisselbank werd opgericht in 1635. De Amsterdamsche Wisselbank was de voorloper van, zo niet de eerste echte centrale bank.
De Amsterdamsche Wisselbank heeft er mede toe bijgedragen, dat Amsterdam het financiële centrum werd van de wereld tot aan de industriële revolutie. De Amsterdamsche Wisselbank bleef bestaan tot 1820. Zijn functie werd nadien overgenomen door De Nederlandsche Bank.

## Werkwijze
In de wisselbank werd zowel geld getaxeerd als ingewisseld tegen edelmetaal. Later konden handelaren ook zelf rekeningen openen, en konden er girale betalingen worden verricht naar andere wisselkantoren in het buitenland. Hierbij werd in briefwissels vastgelegd aan wie, op welk moment, en welk bedrag overhandigd diende te worden.
Bij de vroegere Amsterdamsche Wisselbank werden papieren wissels gedekt door de reserves, en werden transacties zonder muntgeld mogelijk gemaakt. Naar verluidt werd een honderd procents dekking gegarandeerd, waartoe een grote voorraad edelmetaal werd aangehouden. Vanaf 1683 is deze voorraad steeds verder toegenomen. Dit heeft tot diep in de 18e eeuw voortgeduurd.
De Wisselbank had een grote staf van ambtenaren. Tot 1686 waren er drie commissarissen, daarna vier. Het waren vaak oud-schepenen en vroedschapsleden. Twee van de commissarissen moesten dagelijks op het kantoor aanwezig zijn. Zij hadden het toezicht over vier boekhouders, die samen twee klerken en een kamerknecht hadden, vier contraboekhouders, drie ontvangers met samen een knecht, bodes en een essayeur. Laatstgenoemde was een belangrijke figuur. In de assaykamer deed hij onderzoek naar het gehalte van specie en materiaal. Meestal kocht hij ook het edelmetaal in en bestelde hij bij de muntmeester bepaalde geldspeciën.
Elk van de boekhouders had zijn eigen specifieke taak; de eerste nam de schriftelijke opdrachten tot betaling in ontvangst, de tweede hield het journaal bij, de derde het balansboek en de vierde het grootboek.

## Vestiging
De wisselbank was oorspronkelijk gevestigd in het oude stadhuis op de Dam. Toen dit in de vroege ochtend van 7 juli 1652 afbrandde (terwijl het nieuwe stadhuis in aanbouw was), werd de wisselbank tijdelijk in de Jan Roodenpoortstoren gevestigd. De hele toestand bracht een niet gering verlies voor de bank met zich mee, omdat tijdens de brand een aanzienlijke hoeveelheid geld op straat kwam te liggen dat door dieven werd opgepikt. Ook waren er handige lieden die zich als hulpverleners voordeden, maar tijdens het "helpen" een deel van het tussen de brokstukken gevonden geld in eigen zak staken. Het stadsbestuur vaardigde nog diezelfde avond een decreet uit, zeggende dat degene die eenige goederen, gelt oft brieven uit de brant moghte geberght hebben, dit weder tevoorschijn zoude brengen, en daervoor tot vergelding een goede vereering genieten; maer dat degene die dit niet aenbraght aen den lijve gestraft zoude worden. Nog dagen na de brand werden uit de puinhopen aan elkaar gesmolten munten gehaald in klompen van 30 tot 1000 gulden.
Nadat het nieuwe stadhuis gereed kwam (nu Paleis op de Dam), werd de wisselbank daarin op de onderste verdieping gehuisvest, aan de kant van de huidige Paleisstraat.

## Betekenis
De Amsterdamsche Wisselbank had veel meer dan een lokale betekenis. In haar bloeitijd genoot de Amsterdamse Wisselbank een wereldreputatie. De bank was een girobank: tegenover het gestorte bedrag bracht zij geen bankbiljetten in omloop, maar stond een giraal tegoed, het bankgeld. Kredietverlening lag niet in haar opzet: het disconteren van wissels, de gebruikelijke vorm van koopmanskrediet, was haar niet toegestaan. Bijzondere bepalingen hadden ten doel de aantrekkelijkheid van een rekening voor potentiële houders te vergroten. De stad Amsterdam was garant voor het gestorte bedrag en het bankgeld kon niet in beslag genomen worden.
Van grote betekenis was de bepaling, dat alle wissels van minimaal zeshonderd gulden te Amsterdam getrokken en verhandeld, of elders getrokken en te Amsterdam betaalbaar, via de Wisselbank moesten worden betaald. Vooral door deze bepaling werd de Wisselbank de algemene kassier van de Amsterdamse handel. De Wisselbank had al snel het vertrouwen bij de burgerij. De stad was namelijk zelf aansprakelijk voor de deposito’s en de gedeponeerde gelden konden niet in beslag worden genomen. Daarnaast waren de verleende diensten door de wisselbank gratis of goedkoop. De winst kwam dan ook hoofdzakelijk voort uit het handelen met edelmetaal. Dit was overigens officieel door de staat verboden.

## Val
In 1794 kwam naar buiten dat de Amsterdamse Wisselbank voor miljoenen guldens illegaal blanco krediet had verstrekt aan de VOC en de stad Amsterdam. Dat was het begin van de val van de bank en in 1820 sloot de bank voorgoed de deuren. De sluiting van de bank was ook het zichtbare bewijs dat Amsterdam niet meer het financiële centrum was van de wereld.
Op 5 april 1814 opende de De Nederlandsche Bank haar deuren. Zij nam daarmee de plaats in van de Wisselbank en kreeg ook nieuwe taken zoals de kredietverlening.

## Canon van Amsterdam
- De Wisselbank is venster nummer 11 van de Canon van Amsterdam.

## Naslagwerk
- Nieuwkerk, Marius van (red.) de Wisselbank - van stadsbank tot bank van de wereld (2009)